# Moosinning

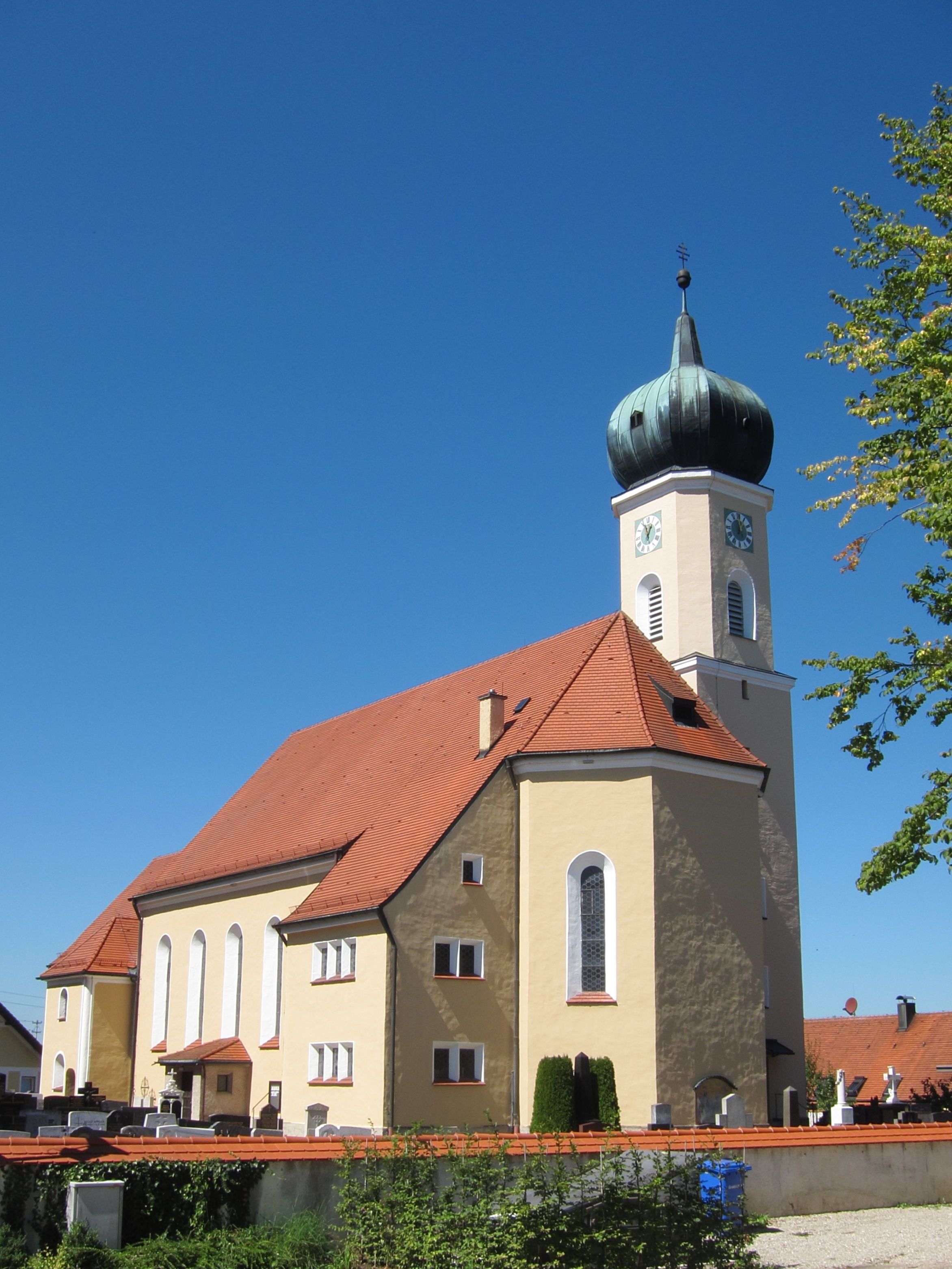
Katholische Pfarrkirche St. Emmeram

Moosinning ist eine Gemeinde im oberbayerischen Landkreis Erding im Erdinger Moos etwa 7 Kilometer südwestlich der Kreisstadt Erding.

## Geographie

### Lage
Die Gemeinde liegt in der Region München im Erdinger Moos etwa 7 Kilometer südwestlich der Kreisstadt Erding, 16 Kilometer vom Flughafen München, 23 Kilometer von Freising sowie etwa 32 Kilometer von der Landeshauptstadt München entfernt. Die Flughafentangente Ost führt direkt östlich an Moosinning vorbei und bietet neben der Entlastung der Ortschaft vom Durchgangsverkehr auch eine optimale Anbindung an die Bundesautobahnen 92 und 94.
Der Ort Moosinning liegt 470 m ü. NHN, der höchste Punkt der Gemeinde ist der Adelberg mit rund 500 m ü. NHN.

### Naturschutzgebiete
- Interglaziale Ablagerungen bei Eichenried (Geotop-Nummer 177A001).
- Das Naturschutzgebiet Zengermoos (NSG-00491.01, Birkenwaldökosystem, 252,6 Hektar) befindet sich im Nordwesten des Gemeindegebietes, unmittelbar nördlich von Zengermoos.
- Das Naturschutzgebiet Gfällach (NSG-00379.01, Niedermoor, 6,7 Hektar) befindet sich ganz im Süden des Gemeindegebietes, südlich von Eichenried.

### Gemeindegliederung
Es gibt elf Gemeindeteile (in Klammern ist der Siedlungstyp angegeben):
- Burgholz (Einöde)
- Eching (Dorf)
- Eder a.Holz (Einöde)
- Eichenried (Pfarrdorf)
- Kempfing (Kirchdorf)
- Moosinning (Pfarrdorf)
- Riexing (Weiler)
- Schnabelmoos (Weiler)
- Sollnberg (Einöde)
- Stammham (Weiler)
- Zengermoos (Dorf)

Es gibt nur die Gemarkung Moosinning.

## Geschichte

### Bis zur Gemeindegründung
Moosinning wird als Besitz des Reichsstifts St. Emmeram 1031 als „Inning“ erstmals urkundlich erwähnt. Moosinning war Sitz einer Propstei von St. Emmeram und mit diesem als Grund- und zum Teil auch als Niedergerichtsherrschaft bis zur Säkularisation 1803 eng verbunden. Moosinning gehörte aber landesherrlich zum Rentamt Landshut und zum Landgericht Erding des Kurfürstentums Bayern. Die Propstei wurde als zwischenzeitlicher Besitz des Fürstentums Regensburg erst 1810 aufgelöst.

### Ab 1818
1818 entstand mit dem bayerischen Gemeindeedikt die Gemeinde Moosinning mit den Teilorten Burgholz, Eching, Eder a.Holz, Kempfing, Riexing, Schnabelmoos, Sollnberg, Stammham und Schweinham (1867 noch erwähnt, inzwischen Teil von Moosinning). Moosinning war kirchlich noch Filiale der Pfarrei Aufkirchen und von einem Cooperator betreut, der in Aufkirchen seinen Wohnsitz hatte. 1877 wurde die Expositur Moosinning errichtet und diese 1883 zur Pfarrei St. Emmeram erhoben.
Mit der von Egon von Poschinger 1896 errichteten Torfbahn nach Ismaning siedelten sich Torfstecher im Moos an. So entstanden Zengermoos und Moosinninger Moos. 1922 wurde der Bereich Moosinninger Moos in Eichenried umbenannt. Am 1. Juli 1960 wurde Eichenried Sitz einer eigenen Pfarrei.

### Einwohnerentwicklung
Gemäß Bayerischem Landesamt für Statistik  haben sich die Einwohnerzahlen jeweils zum 31. Dezember eines Jahres wie folgt entwickelt:
| Jahr | Einwohner |
| ---- | --------- |
| 1960 | 2434      |
| 1970 | 2947      |
| 1980 | 3457      |
| 1990 | 3776      |
| 1995 | 4178      |
| 2000 | 4804      |
| 2005 | 5260      |

| Jahr | Einwohner |
| ---- | --------- |
| 2006 | 5269      |
| 2007 | 5316      |
| 2008 | 5381      |
| 2009 | 5477      |
| 2010 | 5521      |
| 2011 | 5407      |
| 2012 | 5444      |

| Jahr | Einwohner |
| ---- | --------- |
| 2013 | 5507      |
| 2014 | 5555      |
| 2015 | 5648      |
| 2016 | 5700      |
| 2017 | 6088      |
| 2018 | 6157      |

Seit 1972, dem Jahr der Gemeindereform, hat sich die Einwohnerzahl bis 2018 um 2699 Personen erhöht. Das entspricht einem Wachstum von 78,05 Prozent. In den letzten fünf Jahren nahm die Einwohnerzahl um 7,02 Prozent zu.
Zwischen 1988 und 2018 wuchs die Gemeinde von 3647 auf 5908 um 2261 Einwohner bzw. um 62 %.
Im Jahre 2018 war die Verteilung der Einwohner männlich 3135 (50,92 %) und weiblich 3022 (49,08 %), sowie 1164 (18,91 %) Jugendliche bis 18 Jahre.

## Politik

### Gemeinderat
Die Kommunalwahl am 15. März 2020 führte zu folgendem Ergebnis und der daraus folgenden Sitzverteilung im Gemeinderat:
| Partei / Liste          | Stimmenanteil | Sitze |
| CSU                     | 32,32 %       | 7     |
| SPD                     | 25,58 %       | 5     |
| Bürgerschaft Eichenried | 19,04 %       | 4     |
| Bürgerblock Moosinning  | 16,24 %       | 3     |
| AfD                     | 06,82 %       | 1     |

Die Wahlbeteiligung lag bei 67,05 Prozent.

### Bürgermeister
Bürgermeister sind:
- Erster Bürgermeister ist Georg Nagler, SPD.[6] Bei der Kommunalwahl 2020 erhielt er 56,74 Prozent der gültigen Stimmen.
- Zweiter Bürgermeister: Werner Fleischer, BE
- Dritter Bürgermeister: Andreas Wachinger, CSU

### Wappen und Flagge
| Wappen von Moosinning | Blasonierung: „In Blau gekreuzt ein silberner Schlüssel und ein silberner Palmzweig.“                                                        |
| Wappen von Moosinning | Das Wappen der Gemeinde wurde am 20. Oktober 1950 festgelegt. Neben dem Wappen führt die Gemeinde eine Flagge mit den Farben Blau-Weiß-Blau. |

## Baudenkmäler
- Katholische Pfarrkirche St. Emmeram in Moosinning
- Filialkirche in Kempfing

## Wirtschaft und Infrastruktur

### Wirtschaft einschließlich Land- und Forstwirtschaft
Es gab 1998 nach der amtlichen Statistik im Bereich der Land- und Forstwirtschaft zehn, im produzierenden Gewerbe 182 und im Bereich Handel und Verkehr 112 sozialversicherungspflichtig Beschäftigte am Arbeitsort. In sonstigen Wirtschaftsbereichen waren am Arbeitsort 142 Personen sozialversicherungspflichtig beschäftigt. Sozialversicherungspflichtig Beschäftigte am Wohnort gab es insgesamt 1639. Im verarbeitenden Gewerbe gab es fünf Betriebe, im Bauhauptgewerbe 13 Betriebe. Zudem bestanden im Jahr 1999 97 landwirtschaftliche Betriebe mit einer landwirtschaftlich genutzten Fläche von 2977 Hektar, davon waren 2634 Hektar Ackerfläche.
2017 gab es nach der amtlichen Statistik im Bereich der Land- und Forstwirtschaft 27, im produzierenden Gewerbe 383 und im Bereich Handel und Verkehr 249 sozialversicherungspflichtig Beschäftigte am Arbeitsort. Unternehmensdienstleister waren es 91, öffentliche und private Dienstleister 172. Sozialversicherungspflichtig Beschäftigte am Wohnort gab es insgesamt 2699.

### Verkehr
Eine ÖPNV-Anbindung besteht mit der MVV-Buslinie 531 Erding S–Moosinning–Eichenried–Ismaning S; abends und am Wochenende mit dem MVV-Ruftaxi 5680 Erding–Finsing–Moosinning–München Schwaben.

### Vereinssport

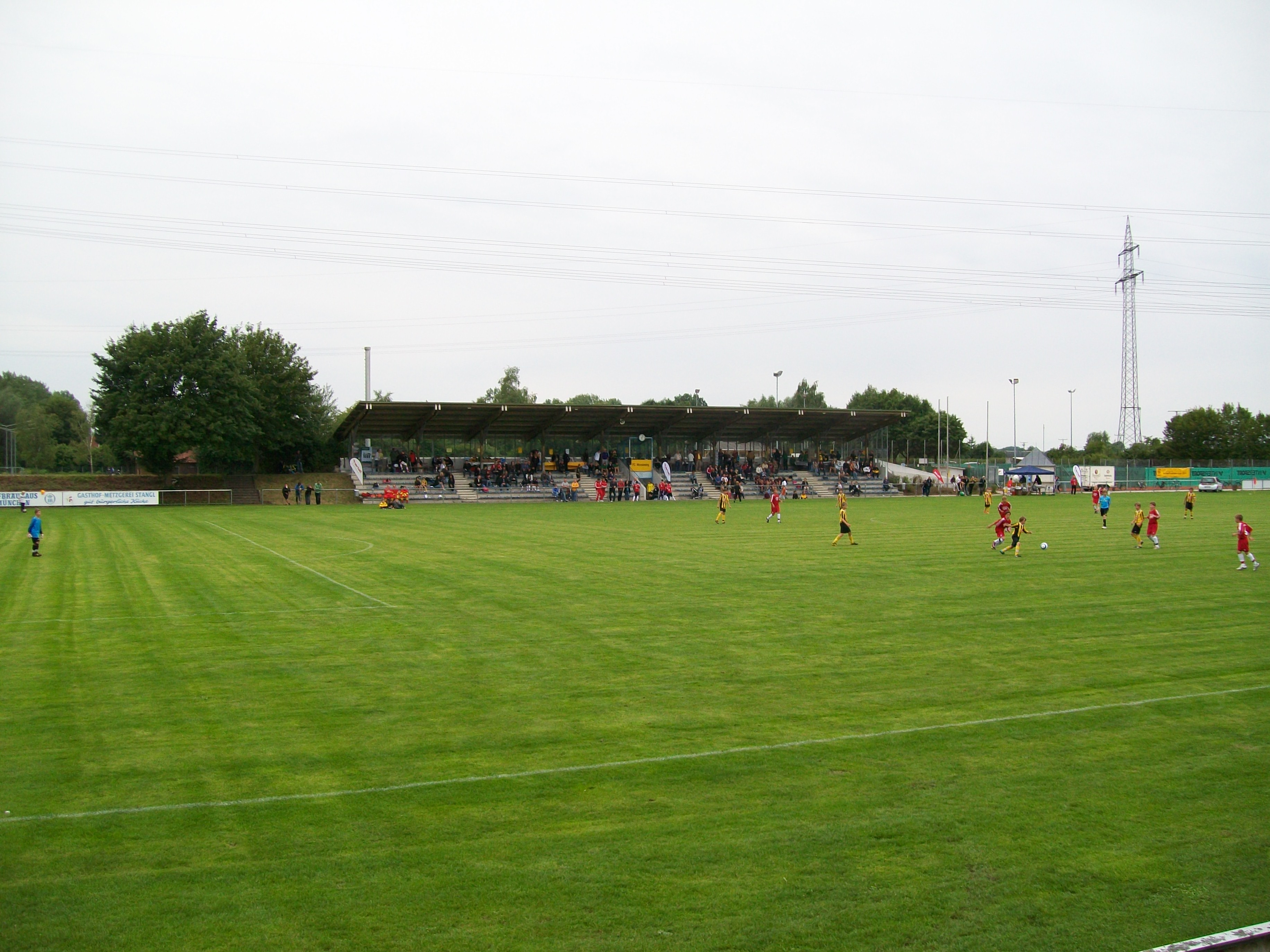
Das Sportgelände bei einem Jugendfußballturnier im Juni 2011

Moosinning verfügt mit dem Sport- und Freizeitgelände an der Fichtenstraße über eine der größten Sportstätten im Landkreis Erding. Die überdachte Tribüne bietet Platz für rund 500 Besucher, zusätzlich stehen an den Seiten des Platzes zahlreiche Stehplätze zur Verfügung. Der Fußball-Landesligist FC Moosinning, trägt hier seine Heimspiele aus. In der Saison 2018/19 ist der FC Moosinning (Landesliga Südost) der klassenhöchste Verein im Landkreis Erding.
Weitere Vereine sind der Tennisclub Moosinning-Eichenried TCME e. V., der SV Eichenried sowie der GolfClub München Eichenried.

### Bildung

#### Kinderbetreuung
In der Gemeinde gibt es vier Einrichtungen für die Kinderbetreuung: den Kindergarten St. Joseph, das Kinderhaus St. Emmeram, das AWO-Kinderhaus Am Fehlbach und die AWO-Kinderkrippe Buntstiftbande.

#### Schule
Im Schuljahr 2018/2019 wurden in der Grundschule Moosinning 195 Schüler in neun Klassen von neun Lehrkräften unterrichtet. Zum Personal gehörten zu diesem Zeitpunkt sechs Fachlehrkräfte sowie eine Verwaltungsangestellte.
Es besteht die Möglichkeit der Mittagsbetreuung. Das Schulgebäude beherbergt auch die Gemeindebücherei.